# 長母趾伸筋
長母趾伸筋（ちょうぼししんきん、Extensor hallucis longus muscle）は人間の下肢の筋肉で母趾IP関節の伸展を行う。
腓骨の内側面と骨間膜から起こり、筋は1本の腱になり、固有の腱鞘に包まれて前脛骨筋と長指伸筋の腱鞘にはさまれ、上伸筋支帯と下伸筋支帯の下を通り抜け、第1中足骨を越えて母指の指背腱膜に達し、末節骨で停止する。